# He (kana)
A hiragana へ, katakana ヘ, Hepburn-átírással: he, magyaros átírással: he japán kana. A hiragana és a katakana is a 部 kandzsiból származik. A godzsúonban (a kanák sorrendje, kb. „ábécérend”) a 29. helyen áll. A hiragana へ Unicode kódja U+3078, a katakana ヘ kódja U+30D8. A he az egyetlen szótag a japán nyelvben, melynek a hiragana és katakana írásmódja megegyezik.
|               | Hepburn és magyaros | Hiragana (Unicode) | Katakana    |
| ------------- | ------------------- | ------------------ | ----------- |
| Alapalak      | he                  | へ (U+3078)        | ヘ (U+30D8) |
| Dakutennel    | be                  | べ (U+3079)        | ベ (U+30D9) |
| Handakutennel | pe                  | ぺ (U+307A)        | ペ (U+30DA) |

## Vonássorrend
|  |  |
|  |  |